# 18e régiment de chasseurs parachutistes
Le 18e régiment de chasseurs parachutistes ou 18e RCP est un régiment parachutiste de l'armée de terre française héritier du 18e RI qui participa à la guerre d'Algérie.
Il fut dissous le 30 avril 1961 à l'issue du putsch des généraux.

## Création et différentes dénominations
- 10 décembre 1946 : 18e Bataillon d'Infanterie Aéroportée
- 15 février 1947 : 18e B.I. Parachutiste de Choc.
- 21 juillet 1951 : 18e Bataillon Parachutiste de Choc
- 1er avril 1951 : il devient le 1er bataillon du 18e RIPC (régiment d'infanterie parachutiste de choc), basé à Pau.
- 1er juin 1956 : formation du 18e RCP (18e régiment de chasseurs parachutistes) à partir du II/18e RIPC[1].
- 30 avril 1961 : dissolution[2].

## Historique des garnisons, campagnes et batailles

### Après guerre
Le 10 décembre 1946, le 18e BI de Pau passe sous les ordres du CETAP et devient ainsi parachutiste. Il est destiné à intégrer la 43e demi-brigade au sein du GAP 3 de la 25e DAP.
Le 1er mars 1951, dans le cadre de la création de la 25e DIAP, le 18e RIPC (18e régiment d'infanterie parachutiste de choc) est formé à partir du 18e BIP qui devient l'un de ses bataillons. Le régiment comprend alors un bataillon de commandement à 3 compagnies (commandement, antichar et mortiers lourds) et deux bataillons de combat.

### Guerre d'Algérie
Mis en alerte en octobre 1954, trois bataillons du 18e RIPC arrivent en Algérie en novembre et décembre.
Le 18e RIPC est dissous le 7 mai 1956 et donne naissance à deux nouveaux régiments destinés à la  25e DP. Ainsi, le 1er juin 1956, les IIe et IVe bataillons du 18e RIPC deviennent respectivement les 18e et 9e RCP (régiment de chasseurs parachutistes).
Impliqué dans le putsch des généraux, le 18e RCP est dissous le 30 avril 1961.

## Traditions

### Devise
Brave 18e je te connais, l'ennemi ne tient pas devant toi.

### Insigne

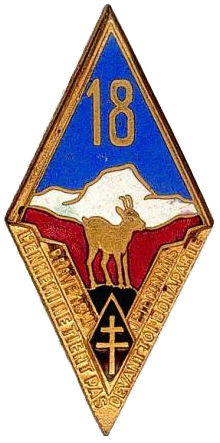
Insigne du 18e BIP
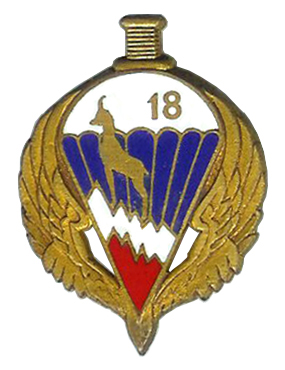
Insigne du 18e RCP
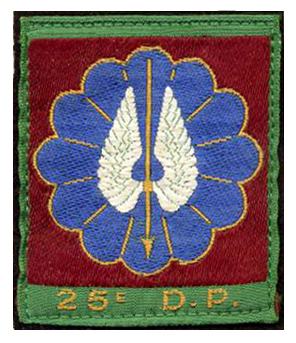
Insigne d'épaule de la 25e DP

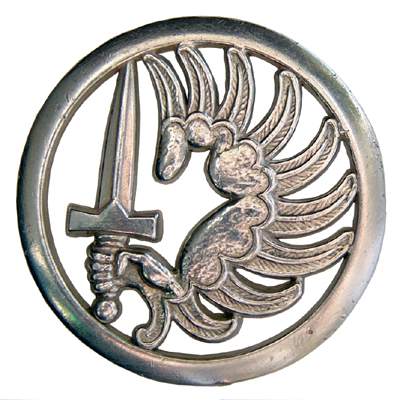
Insigne de béret des parachutistes
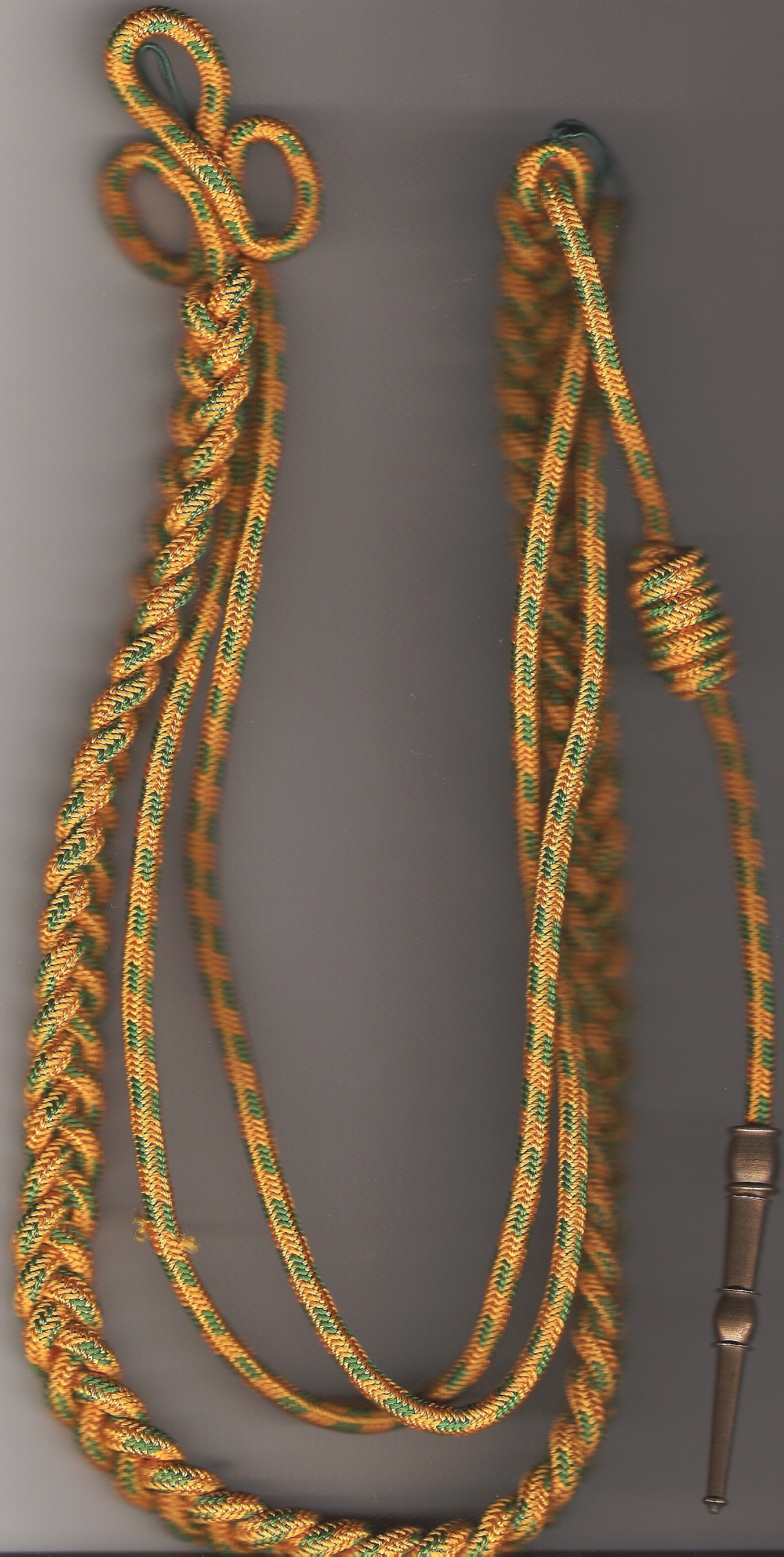
La Fourragère aux couleurs du ruban de la médaille militaire.
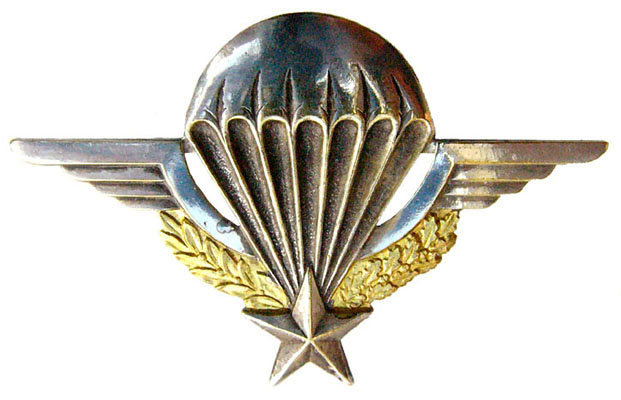
Brevet parachutiste de l'armée française

### Drapeau
Le 18e RCP a hérité du drapeau du 18e RI, qui lui a été remis le 2 avril 1945, sur la place de la concorde, par le général de Gaulle ; il a été en service au corps du 2 avril 1945 au 30 avril 1961, date de la dissolution du 18e RCP.
Actuellement conservé au musée du souvenir des écoles de Saint Cyr Coëtquidan, il est considéré comme pièce de musée et ne devra plus en sortir, même pour des manifestations exceptionnelles.
Il porte, cousues en lettres d'or dans ses plis, les inscriptions suivantes:

### Décorations
La cravate de son drapeau porte la Croix de guerre 1914-1918, la Croix de guerre 1939-1945 et la Médaille d'or de Milan.
Sa fourragère est aux couleurs du ruban de la Médaille militaire.

## Chefs de corps
18e BIP
- 1948 : chef de bataillon Gentgen

18e RIPC
- 1954-1956 :colonel Paul Ducournau

18e RCP
- 1956 - 1958 : lieutenant-colonel Merlin d'Estrieux de Beaugrenier
- 1958 - 1960 : lieutenant-colonel de Sarrazin
- 1960 - 1961 : lieutenant-colonel Masselot[12]

## Sources et bibliographie
- Collectif, Histoire des parachutistes français Tomes 1 et 2, éditions Société de production littéraire, 1975
- Baltzer J et Micheletti E, Insignes et brevets parachutistes de l'armée française, éditions Histoire et collections, 2001,  (ISBN 2 913 903 118)
- Parvulesco, Les paras l'honneur de servir, éditions ETAI, 2006,  (ISBN 2-7268-9452-6)